# 爆裂天使
『爆裂天使』（ばくれつてんし）は、GONZOが制作したテレビアニメ作品。2004年4月7日から同年9月15日まで、テレビ朝日にて水曜2:12 - 2:42（火曜深夜）に放送された。全24話。

## あらすじ
犯罪の凶悪化が進む21世紀の東京。治安維持を目的として銃の所持が合法化される｡しかし、それはさらなる犯罪者たちの増加へ繋がり、各都市は無法の街と化した。主要な市街地はそれぞれの地域のボスたちに支配され、人々は暴力と隣り合わせの日々に怯えながら暮らす。
そんな東京に裏の世界の任務を遂行する仕事人たちがいた。ジョウ・メグ・セイ・エイミーの4人組は、外見はただの可愛らしい女の子たちだがその腕前は超一流。実は彼女たちは華僑組織「白蘭」（バーレン）のエージェント。そんな彼女たちにまた今日も任務が下される。

## 登場人物

### 主要人物
ジョウ
声 - 渡辺明乃
本作の主人公。2丁のデザートイーグル使いで超人的な戦闘能力を誇る。普段は寡黙で無気力だが、自分の出番となると途端に生き生きとして好戦的に。身の回りのことや他人に興味を示さないが、メグのことは大切に思っているようで彼女がさらわれると何を差し置いてでも助けようとしている。きつめの眼に灰色のショートヘア、筋肉質でスレンダーな体型。ホラービデオ好き。
有事には白い二足歩行型戦闘サイボット「ジャンゴ」に乗って戦う。また、戦闘時には左腕に特徴的な入れ墨のような模様が浮き出てくる。
メグ
声 - 豊口めぐみ
本作のヒロイン。勝気でよく喋り、大雑把な性格。ジョウとコンビを組んで作戦の実行任務に当たるが、なぜかよく攫われたりして足を引っ張ることもしばしば。栗色のロングヘアに可愛らしい顔立ちで、小柄ながらグラマラスな体型。レズビアンであり、ジョウとは（ある意味では）相思相愛。漫画版では彼女の性的嗜好が更に強調されている。ヘタレな恭平に対してはやたらとキツイ態度をとるが、彼の作る料理に関しては他のメンバー同様、高い評価をあげている。
エイミー
声 - 高橋美佳子
4人組のなかでは作戦の情報収集等を担当する電脳系のエキスパート。外見的には幼く、まだ小学生高学年くらいの少女だが、性格はかなり醒めていてやや計算高い毒舌家。恭平が作る料理をかなり気にいっている。
セイ
声 - 田中理恵
ジョウたちに仕事を世話したり、武器や身の回りの物を提供するスポンサーでもあり、4人組のリーダー格。有能な大人の女性で、物腰はやわらかだが任務遂行のためには他を顧みない冷徹な面も。中国系の長身の美女で、露出度の高い服装をしていることが多い。通販のマニアで隙間家具が大好き。
立場無恭平（たちばなきょうへい）
声 - 上田祐司
都内のクッキングスクールに通うごく普通の青年。バイトを探していたところを料理のできないジョウたちにコックとして雇われるが、ジョウたちの仲間だと勘違いされて人質にされ、彼女らの裏の面を知ってしまう。命が幾つあっても足りないハプニングに毎度巻き込まれ、仕事を降りたいが怖くて言えず溜息に乗せて吐き出す苦労人。コックのはずだがいつの間にか定休無しの雑用係と化している。名が表すとおり「立場無し」の男。

### その他の登場人物
仁野 レオ
声 - 菅生隆之
ジョウの乗っているジャンゴの生みの親で、整備調整などの担当も受け持っている。
雅やん
声 - 石井康嗣
大阪署に所属する刑事。妻と“ミリィ”という娘を持ち、大阪の街を護るのが生きがいとしている熱血中年パパ。入来の裏切りに気づいた最初の1人だが、通天閣を護るために巨大サイボットにバズーカを持って突撃し、反撃をモロにくらったために殉職してしまう。
入来 東吾（いりきとうご）
声 - 小野坂昌也
勝 鷹音（かつたかね）
声 - 早水リサ
11話から登場。「阪神警察強襲一課鷹部隊 独立機動特捜班」巡査部長。大阪人で義理人情に熱い。常に木刀を持ち歩いている。元暴走族（2代目総長）。
哲三（てつぞう）
声 - 天田益男
別名“南の哲三”と大阪中の住人から呼ばれている暴れん坊オヤジ。警察官にも平気で暴力を振るうくらい型破りな性格をしている。
ピアス男
声 - 千葉進歩
1話から度々登場しては立場無並に災難な目に遭っている不幸な男。
地下案内人
声 - 成田剣
10話に登場。ヘルメットをかぶったオカマで、エイミーとは顔見知りの仲。格安チケットであらゆるアンダーワールドに案内してくれる商売をしている。
洋子（ようこ）
声 - 植田佳奈
全寮制の女子高“聖ルチアナ学園”の女子生徒。屋上から飛び降りようとしていたとき、潜入していたメグに助けられたことがきっかけで、そのまま友達となる。事件解決後、病院のベッドの上でメグとまた会う約束をするが、『白蘭』の工作員により記憶処理を施される。
撫子（なでしこ）
声 - 園崎未恵
洋子が通っている女子高“聖ルチアナ学園”の上級生。メグですら見惚れてしまうくらいの優しい先輩であったが、本当は学園で起こっている謎の事件の首謀者で、アンジェリークたちを裏から操っていた。しかも、モンスターとなってメグやジョウを襲っていたが、最後にジョウによって始末される。
アンジェリーク
声 - 大原さやか
撫子と同じく、女子高“聖ルチアナ学園”の上級生。イシタークラブ部長。

## 登場メカ
ジャンゴ
ジョウの操るサイボット。2丁拳銃を操り敵と戦う。出動時には首都高を一時封鎖し、目的地まで自走する。
大阪ではフライトユニットを装備され、空中戦で大いに活躍する。
紅いジャンゴ
第24話のラストに一瞬だけ登場する。
エクスターミネーター
試作兵器。第19話にて正式名は「PROTO AVIS」とのこと。
ゲリラのサイボット
巨大カラス
同じく第19話にて正式名は「SLAY MASTER」とのこと。
ジャイアント・ゴッド・ギガンデス
同じく正式名「GIGANDETH」。名の通りかなり超巨大サイボット。大阪の街で大暴れする。右腕に電磁砲を装備し、空を飛ぶフライヤー形態に変形する。
有人式のコックピットには大阪署を裏切った入来東吾が乗り込んで鷹音たちを襲うが、パイロットが不在でも稼働できる。
マリオのサイボット

不動明王（サイバロイド）

ロードレイダー

## スタッフ
- 原作 - GONZO
- 監督 - 大畑晃一
- 副監督 - 浦田保則
- シリーズ構成 - 志茂文彦
- キャラクターデザイン原案 - 白亜右月
- アニメーションキャラクターデザイン - 堀内修、神本兼利
- メカニックデザイン - 海老川兼武
- セットデザイン - 青木智由紀
- プロタクトデザイン - 宇田整司
- カラーデザイン - 甲斐けいこ
- 撮影監督 - 北岡正
- 美術監督 - 石渡俊和、真亜樹
- 編集 - 武宮むつみ
- 音楽 - 西田マサラ
- 音響監督 - 鶴岡陽太
- アニメーション制作 - ゴンゾ
- プロデューサー - 畑中利雄、今本尚志、西口なおみ
- 製作 - 爆天計画（IMAGICAエンタテインメント、G.D.H）、テレビ朝日

## 主題歌
オープニングテーマ ｢Loosey」
歌・演奏 - THE STRiPES / 作詞・作曲 - HIDEBOH
エンディングテーマ ｢Under the Sky｣
歌・演奏 - cloudica / 作詞・作曲 - B.Y.S.

## 各話リスト
| 話数 | サブタイトル                   | 脚本              | 絵コンテ          | 演出              | 作画監督                          |
| ---- | ------------------------------ | ----------------- | ----------------- | ----------------- | --------------------------------- |
| 1    | 地獄が静かにやって来る         | 志茂文彦          | 大畑晃一          | 浦田保則          | 神本兼利                          |
| 2    | 情け無用のガン・ファイター     | 志茂文彦          | 大畑晃一          | 和田裕一          | 土屋圭                            |
| 3    | 野獣の吠える街                 | 十川誠志          | 浦田保則          | 浦田保則          | 田中雄一                          |
| 4    | 兄弟 暁に死す                  | 十川誠志          | 大畑晃一          | 高山功            | 深澤謙二                          |
| 5    | 邪神蠢く館                     | 中瀬理香          | 和田裕一          | 和田裕一          | 亀田義明                          |
| 6    | この花園を血で洗え!            | 中瀬理香          | 高山功            | 高山功            | 深澤謙二                          |
| 7    | 黒い空                         | 志茂文彦          | 原田浩            | 浦田保則          | 久嶋浩徳 須田正己                 |
| 8    | 傷だらけの逃亡者               | 志茂文彦          | 原田浩            | 浦田保則          | 深澤謙二                          |
| 9    | パーティー・オブ・ザ・ドラゴン | 中瀬理香          | 青木新一郎        | 後信治            | かわむらあきお                    |
| 10   | 電脳番外地                     | 志茂文彦          | 加藤敏幸          | 土屋浩幸          | 神本兼利                          |
| 11   | 東の天使 西の鷹                | 十川誠志          | 大畑晃一          | 唐戸光博          | 福島豊明 高津幸央                 |
| 12   | 通天閣は涙に濡れて             | 十川誠志          | 大畑晃一          | 高山功            | 深澤謙二                          |
| 13   | 血戦! 浪速愚連隊               | 十川誠志          | 大畑晃一          | 和田裕一          | 金子ひらく 鈴木雄大               |
| 14   | ワイルド・キッズ               | 志茂文彦          | 大畑晃一          | 西山明樹彦        | 久嶋浩徳 神本兼利                 |
| 15   | 海と水着と大海獣               | 中瀬理香          | 那須いちご        | 那須いちご        | 金子ひらく 深澤謙二               |
| 16   | 魔境戦鬼                       | 十川誠志          | 原田浩            | 土屋浩幸          | 鈴木雄大 福島豊明                 |
| 17   | 激突! 二人の天使               | 十川誠志          | 原田浩            | 高山功            | 高津幸央 土屋圭 深澤謙二          |
| 18   | 不死身の同級生                 | 十川誠志          | 和田裕一 鈴木雅也 | 和田裕一          | 福島豊明 鈴木雄大 神本兼利        |
| 19   | 謀略 24時間                    | 鈴木貴昭          | 細越裕司          | 西山明樹彦        | 久嶋浩徳 高津幸央                 |
| 20   | 皆殺しのハイウェイ             | 高橋ナツコ        | 高山功 大畑晃一   | 土屋浩幸          | 深澤謙二                          |
| 21   | 鉄の墓標に弾丸を               | 和智正喜          | 静野孔文          | 静野孔文 和田裕一 | 福島豊明 鈴木雄大                 |
| 22   | 恋する悪魔                     | 右田昌万          | 金崎貴臣          | 高山功            | 土屋圭 高津幸央                   |
| 23   | 赤い海の処刑場                 | 赤星政尚 大畑晃一 | 大畑晃一          | 田中一            | 深澤謙二 竹森由加                 |
| 24   | 天使、爆裂!                    | 志茂文彦          | 大畑晃一          | 土屋浩幸          | 神本兼利 久嶋浩徳 土屋圭 高津幸央 |

## パチンコ・パチスロ
パチンコ・パチスロに関しては、機種名において「爆裂」という語句が射幸心を煽るとの理由で、『バーストエンジェル』という表記となっている。
パチンコ
- CRAバーストエンジェル（2008年、豊丸産業）
- CRバーストエンジェルインフィニティ（2012年、豊丸産業）
- Pバーストエンジェル3（2021年、豊丸産業）

パチスロ
- パチスロ バーストエンジェル（2014年、山佐）

## OVA
2007年3月23日に『爆裂天使-INFINITY-』の題名でTVシリーズの前日談をOVAで発売。

### スタッフ (OVA)
- 原作 - GONZO
- 監督 - 大畑晃一
- 脚本 - 経塚丸雄
- キャラクターデザイン原案 - 白亜右月
- アニメーションキャラクターデザイン・レイアウトメインキャラ監修 - 堀内修
- メカニックデザイン - 小泉正樹
- セットデザイン - 青木智由紀
- プロタクトデザイン - 宇田整司
- 演出 - 藤本ジ朗
- 作画監督 - 深澤謙二
- カラーデザイン - 甲斐けいこ
- 美術 - 小倉宏昌
- 編集 - 武宮むつみ
- 音楽 - 西田マサラ
- 音響監督 - 鶴岡陽太
- アニメーション制作 - ゴンゾ
- プロデューサー - 畑中利雄、今本尚志
- 製作 - 爆天計画（IMAGICAイメージワークス、G.D.H）